# Nordre gate (Trondheim)
Nordre gate (1–23, 2–28) er en af Trondheims vigtigste forretningsgader. Den strækker sig fra Kongens gate ved Vor Frue kirke i syd til Fjordgate og Kanalen i nord. Den sydlige halvdel af gaden er en gågade.
Nordre gate er en af de mellemstore gader fra Cicignons byplan, med en bredde på 36 alen. Inden den store bybrand i 1681 lå der to middelalderlige gader, nogenlunde hvor Nordre Gate ligger i dag, som hed Borkegate og Moritsveita.
Nordre gate var frem til sidste halvdel af 1800-tallet ingen udpræget forretningsgade. Frem til 1870'erne bestod bebyggelsen af toetagers træhuse. Bygningerne i nr. 3 og 5 blev opført som de første gårde i murværk med forretninger i første etage og lejligheder over. I 1880'erne og 90'erne blev flere ældre bygninger i gaden ombygget til forretninger.
Nordre gate er fortsat en af byens vigtigste forretningsgader, og rummer bl.a. storcenteret Mercursenteret. Desuden har Adresseavisen hovedkvarter i nr. 1.